# Michael Ammermüller
Michael Ammermüller (Pocking, NSZK, 1986. február 14. –) német autóversenyző.

## Pályafutása

### A kezdetek

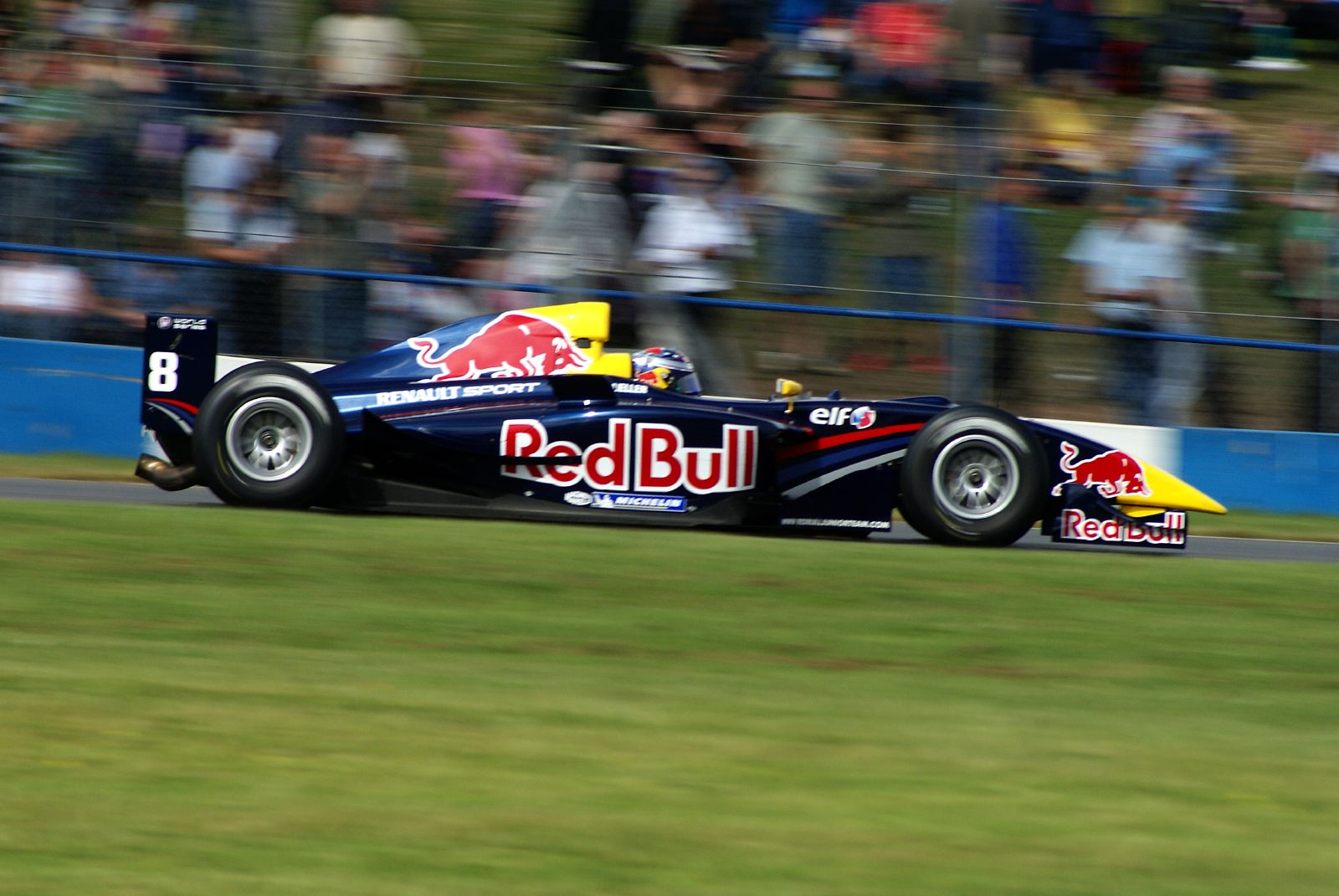
Ammermüller a Formula Reanultban a Red Bull csapat pilótájaként Silverstone-ban

2004-ben harmadik számú pilótája volt a német Formula Renault-ban a Red Bull csapatának, valamint versenyzett a Formula Renault európai szériájában.

### Formula–1
Tagja volt a Red Bull Junior Teamnek, 2006-ban harmadik számú versenyzőként az utolsó három versenyen tesztelte a Formula–1-ben a Red Bull autóját Robert Doornbos helyett. 2006. szeptember 14-én az FIA-tól megkapta a szuperlicencét, mely egy szerződés és engedélyezi, hogy egy pilóta beüljön egy Formula–1-es autóba. A Red Bull azonban továbbra is Doornbost foglalkoztatta.
A 2007-es szezonban hivatalossá vált, hogy a Red Bull harmadik számú pilótája Ammermüller lett. A szezon közben a GP2-ben balesetet szenvedett, helyére, Sébastien Buemit hívták. 2008-tól a nemzetközi Formula Master sorozatban versenyezett

### A1 Grand Prix
Ammermüller a német A1 GP sorozatban is versenyezett és a 2007–08-as szezonban mutatkozott be a harmadik, sepangi versenyen. Nagyon erőszakos versenyzőnek tartották a társai, számos "drive through" (a versenyző agresszív vezetésért nem vehet részt a következő versenyen) büntetést kapott, az elsőt a kanadai versenyen kapta, ugyanezt elkövette a brit nagydíjon, majd Csehországban is, ezt követően 3 héttel később kizárták. Versenytársai becenevet is adtak neki ezek miatt: a "Hammermüller" becenevet kapta (Hammer - kalapács). A sorozatban azonban megszerezte első győzelmét Zhuhaiban.

### Sportautózás

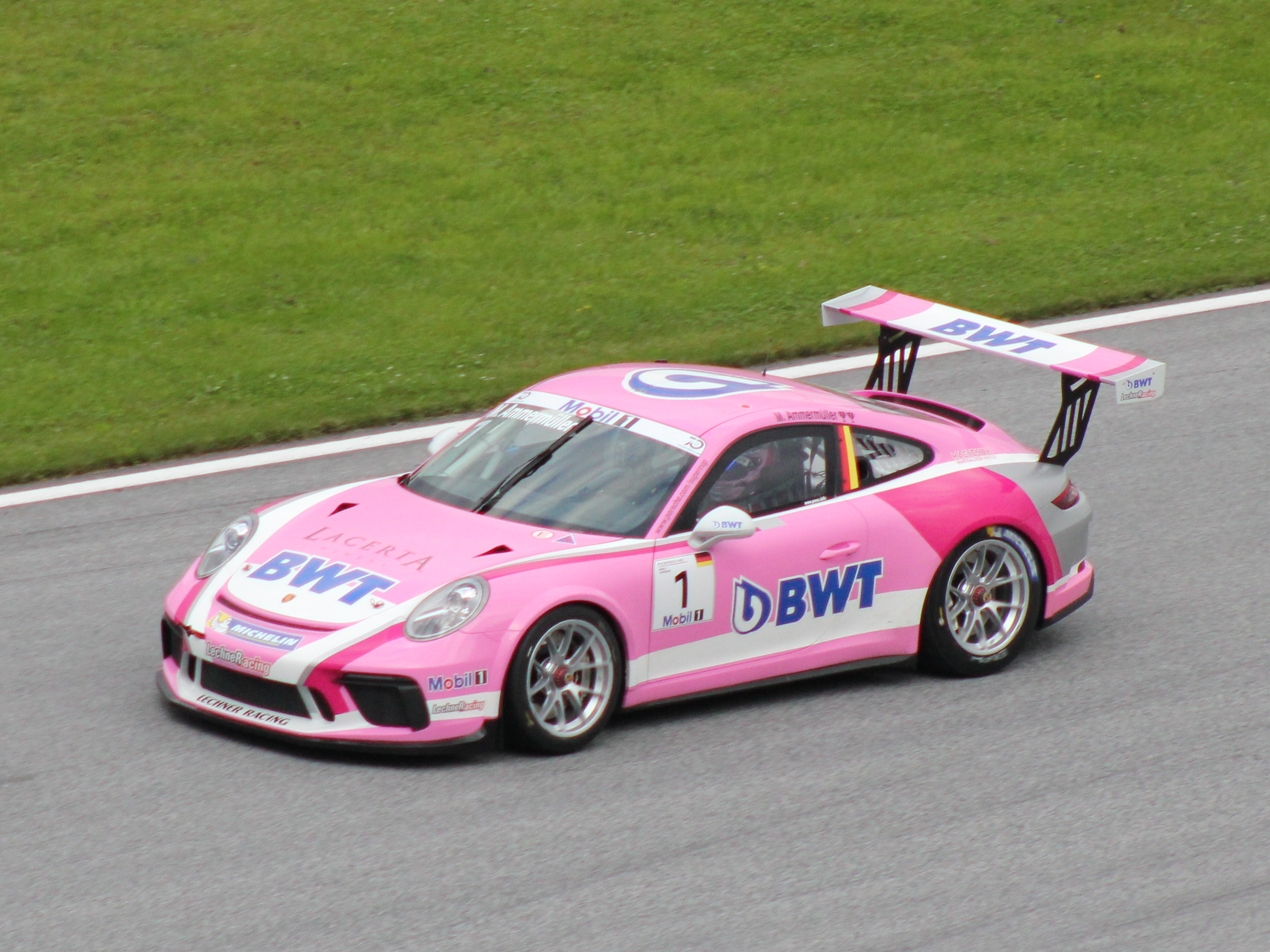
Ammermüller 2018-ban.

2010-ben elhagyta a Formulaautózás világát és a GT3-as koncepcióra váltott, az ADAC GT Masterben a Team Rosberg alkalmazásában egy Audi R8 LMS-t vezetett, Kenneth Heyerrel együtt. Az összetett 12. pozíciójában rangsorolták őket. Egy évvel később az Akrapovic csapathoz igazolt át egy Porsche 911 GT3 Cup-al.
2011. augusztus 27-én diadalmaskodott a VLN-széria ADAC Ruhr Cup versenyén, amely a legendás Nürgburgring–Nordschleife került megrendezésre egy hosszútávú programban. Frank Biela és Christian Hohe Nadel társaságában a Raeder Motorsport elsőkerék-hajtású Audi TT RS-jével haladt át a célvonalon.
2012-től a Porsche-márkakupában, a Porsche-szuperkupában indult a legerősebb egyesület, a Lechner Racing színeiben. 2015 augusztusában a belgiumi Spa-ban nagy sebességgel a falnak csapódott, de nem szenvedett komolyabb sérüléseket. 2017 és 2019 között sorozatban háromszor nyerte meg a bajnokságot, többször is szoros küzdelemben. Ezen időszakban összesen 11 futamgyőzelmet és 41 dobogót szerzett, amellyel a széria történetének harmadik legsikeresebb pilótája lett, René Rast és Wolf Henzler mögött. A 2019-es kiírás végeztével csapatával közösen ismertette, hogy távozik a sorozatból. Több idényben a német Porsche Carrera-kupában is rajthoz állt.
2020-ban szerződést kötött az SSR Performance Porsche csapattal és Christian Engelhart oldalán az ADAC GT Masterben három győzelemmel és 181 ponttal bajnoki címet ünnepelhettek. 2021-re maradt az istállónál és a legutolsó fordulóig küzdve, Mathieu Jaminettel négy ponttal maradtak le a Christopher Mies–Ricardo Feller Audis duótól. Még ebben az évben lehetőséget kapott a GT3-as szabályrendszerre váltott DTM-ben, szabadkártyával a Nürburgringen.
2022 márciusában, két év kihagyás után továbbra is, immár a kiegészült SSR Huber Racinggel vágott neki a Porsche-szuperkupa küzdelmeinek. Júliusban, a franciaországi Paul Ricad-on rendezett gp után egyik hivatalos oldalán bejelentette, hogy nem folytatja a szezont és a végleges visszavonulást is számításba vette.

## Eredményei

### Karrier összefoglaló
| Szezon  | Bajnokság                       | Csapat                      | Verseny         | Győzelem        | Pole            | Leggyorsabb kör | Donogó          | Pont            | Helyezés        |
| ------- | ------------------------------- | --------------------------- | --------------- | --------------- | --------------- | --------------- | --------------- | --------------- | --------------- |
| 2004    | Formula Renault 2.0 Európa-kupa | Jenzer Motorsport           | 17              | 0               | 0               | 0               | 0               | 64              | 11.             |
| 2004    | Német Formula Renault 2.0       | Jenzer Motorsport           | 14              | 0               | 1               | 2               | 5               | 238             | 3.              |
| 2004    | Olasz Formula Renault 2.0       | Jenzer Motorsport           | 2               | 0               | 1               | 0               | 2               | 0               | HN              |
| 2005    | Formula Renault 2.0 Európa-kupa | Jenzer Motorsport           | 16              | 6               | 6               | 4               | 10              | 149             | 2.              |
| 2005    | Olasz Formula Renault 2.0       | Jenzer Motorsport           | 15              | 3               | 2               | 3               | 11              | 266             | 2.              |
| 2006    | GP2                             | Arden International Ltd     | 21              | 1               | 0               | 0               | 3               | 25              | 11.             |
| 2006    | Formula–1                       | Red Bull Racing             | Harmadik pilóta | Harmadik pilóta | Harmadik pilóta | Harmadik pilóta | Harmadik pilóta | Harmadik pilóta | Harmadik pilóta |
| 2007    | 2007-es GP2-szezon              | ART Grand Prix              | 6               | 0               | 0               | 1               | 0               | 1               | 26.             |
| 2007    | Formula Renault 3.5             | Carlin                      | 5               | 0               | 1               | 0               | 0               | 12              | 22.             |
| 2007    | Formula–1                       | Red Bull Racing             | Tesztpilóta     | Tesztpilóta     | Tesztpilóta     | Tesztpilóta     | Tesztpilóta     | Tesztpilóta     | Tesztpilóta     |
| 2007–08 | A1 Grand Prix                   | A1 Team Germany             | 14              | 1               | 1               | 0               | 2               | 83              | 8.              |
| 2008    | Nemzetközi Formula Master       | Iris Project                | 14              | 1               | 0               | 0               | 6               | 74              | 3.              |
| 2008    | Nemzetközi Formula Master       | Trident Racing              | 2               | 0               | 0               | 0               | 0               | 74              | 3.              |
| 2008–09 | A1 Grand Prix                   | A1 Team Germany             | 4               | 0               | 0               | 0               | 0               | 2               | 21st            |
| 2010    | ADAC GT Masters                 | Team Rosberg                | 14              | 0               | 0               | 0               | 1               | 28              | 12.             |
| 2010    | FIA GT3-világbajnokság          | Team Rosberg                | 8               | 0               | 0               | 0               | 0               | 6               | 29.             |
| 2011    | ADAC GT Masters                 | a-workx Akrapovic           | 16              | 1               | 0               | 0               | 2               | 64              | 16.             |
| 2012    | Porsche-szuperkupa              | Walter Lechner Racing       | 10              | 0               | 0               | 1               | 2               | 103             | 6.              |
| 2012    | Német Porsche Carrera-kupa      | Walter Lechner Racing       | 9               | 0               | 0               | 0               | 1               | 82              | 11.             |
| 2013    | Porsche-szuperkupa              | Lechner Racing              | 9               | 0               | 0               | 1               | 4               | 115             | 3.              |
| 2014    | Porsche-szuperkupa              | Walter Lechner Racing       | 10              | 1               | 0               | 3               | 3               | 114             | 3.              |
| 2014    | Német Porsche Carrera-kupa      | QPOD Walter Lechner Racing  | 18              | 6               | 5               | 1               | 10              | 231             | 2.              |
| 2015    | Porsche-szuperkupa              | Lechner Racing Middle East  | 11              | 1               | 3               | 3               | 5               | 124             | 3.              |
| 2015    | Német Porsche Carrera-kupa      | The Heart of Racing/Lechner | 17              | 0               | 0               | 0               | 6               | 182             | 4.              |
| 2016    | Porsche-szuperkupa              | Lechner MSG Racing Team     | 10              | 0               | 0               | 0               | 3               | 129             | 4.              |
| 2016    | Német Porsche Carrera-kupa      | KÜS TEAM75 Bernhard         | 2               | 2               | 1               | 1               | 2               | 40              | 11.             |
| 2017    | Porsche-szuperkupa              | Lechner MSG Racing Team     | 11              | 4               | 2               | 3               | 10              | 193             | 1.              |
| 2017    | Német Porsche Carrera-kupa      | Raceunion Huber Racing      | 14              | 1               | 3               | 2               | 6               | 177             | 3.              |
| 2017    | ADAC GT Masters                 | KÜS TEAM75 Bernhard         | 14              | 1               | 1               | 1               | 2               | 91              | 8.              |
| 2018    | Porsche-szuperkupa              | BWT Lechner Racing          | 10              | 1               | 4               | 3               | 7               | 153             | 1.              |
| 2018    | Német Porsche Carrera-kupa      | BWT Lechner Racing          | 14              | 2               | 2               | 2               | 10              | 242             | 2.              |
| 2019    | Porsche-szuperkupa              | BWT Lechner Racing          | 10              | 4               | 3               | 1               | 7               | 150             | 1.              |
| 2019    | Német Porsche Carrera-kupa      | BWT Lechner Racing          | 16              | 6               | 7               | 4               | 13              | 260             | 2.              |
| 2020    | ADAC GT Masters                 | SSR Performance             | 14              | 3               | 2               | 1               | 4               | 181             | 1.              |
| 2021    | ADAC GT Masters                 | SSR Performance             | 14              | 4               | 0               | 0               | 6               | 195             | 2.              |
| 2021    | DTM                             | SSR Performance             | 2               | 0               | 0               | 0               | 0               | 0               | HN‡             |
| 2022    | Porsche-szuperkupa              | SSR Huber Racing            | 5               | 0               | 0               | 0               | 0               | 19              | 16.             |
| 2022    | Német Porsche Carrera-kupa      | SSR Huber Racing            |                 |                 |                 |                 |                 |                 |                 |

* A szezon jelenleg is zajlik.
‡ Mivel Fittipaldi vendégpilóta volt, ezért nem részesült bajnoki pontokban.

### Teljes GP2-es eredménysorozata
| Év   | Csapat              | 1          | 2         | 3         | 4           | 5          | 6          | 7          | 8          | 9          | 10         | 11         | 12         | 13        | 14        | 15         | 16         | 17         | 18         | 19         | 20         | 21         | Helyezés | Pont |
| ---- | ------------------- | ---------- | --------- | --------- | ----------- | ---------- | ---------- | ---------- | ---------- | ---------- | ---------- | ---------- | ---------- | --------- | --------- | ---------- | ---------- | ---------- | ---------- | ---------- | ---------- | ---------- | -------- | ---- |
| 2006 | Arden International | VAL FEA 7  | VAL SPR 1 | SMR FEA 2 | SMR SPR Ret | EUR FEA 10 | EUR SPR 6  | ESP FEA 3  | ESP SPR 8  | MON FEA 7  | GBR FEA Ki | GBR SPR Ki | FRA FEA 12 | FRA SPR 8 | GER FEA 9 | GER SPR Ki | HUN FEA Ki | HUN SPR 11 | TUR FEA 13 | TUR SPR Ki | ITA FEA 12 | ITA SPR Ki | 11.      | 25   |
| 2007 | ART Grand Prix      | BHR FEA 10 | BHR SPR 7 | ESP FEA   | ESP SPR     | MON FEA    | FRA FEA Ki | FRA SPR 19 | GBR FEA 10 | GBR SPR 12 | EUR FEA    | EUR SPR    | HUN FEA    | HUN SPR   | TUR FEA   | TUR SPR    | ITA FEA    | ITA SPR    | BEL FEA    | BEL SPR    | VAL FEA    | VAL SPR    | 26.      | 1    |

### Teljes A1 Grand Prix eredménysorozata
| Év      | Csapat          | 1       | 2       | 3       | 4       | 5          | 6          | 7         | 8         | 9          | 10         | 11        | 12        | 13         | 14         | 15         | 16         | 17        | 18         | 19         | 20         | Helyezés | Pont |
| ------- | --------------- | ------- | ------- | ------- | ------- | ---------- | ---------- | --------- | --------- | ---------- | ---------- | --------- | --------- | ---------- | ---------- | ---------- | ---------- | --------- | ---------- | ---------- | ---------- | -------- | ---- |
| 2007–08 | A1 Team Germany | NED SPR | NED FEA | CZE SPR | CZE FEA | MYS SPR 16 | MYS FEA EX | CHN SPR 1 | CHN FEA 4 | NZL SPR    | NZL FEA    | AUS SPR 4 | AUS FEA 7 | RSA SPR Et | RSA FEA Ki | MEX SPR Ki | MEX FEA 20 | CHN SPR 6 | CHN FEA 10 | GBR SPR 20 | GBR SPR Ki | 8.       | 83   |
| 2008–09 | A1 Team Germany | NED SPR | NED FEA | CHN SPR | CHN FEA | MYS SPR    | MYS FEA    | NZL SPR   | NZL FEA   | RSA SPR 14 | RSA FEA 11 | POR SPR   | POR FEA   | GBR SPR 11 | GBR SPR Ki |            |            |           |            |            |            | 21.      | 2    |

### Teljes Porsche-szuperkupa eredménysorozata
| Év   | Csapat                     | 1      | 2      | 3      | 4      | 5      | 6      | 7      | 8     | 9      | 10    | 11    | Helyezés | Pont |
| ---- | -------------------------- | ------ | ------ | ------ | ------ | ------ | ------ | ------ | ----- | ------ | ----- | ----- | -------- | ---- |
| 2012 | Veltins Lechner Racing     | BHR 4  | BHR 15 | MON 6  | VAL Ki | SIL 7  | HOC 2  | HUN 2  | HUN 4 | SPA 8  | MNZ 9 |       | 6.       | 102  |
| 2013 | Walter Lechner Racing      | CAT 3  | MON 3  | SIL 2  | GER 5  | HUN 14 | SPA 5  | MNZ 2  | UAE 6 | UAE 8  |       |       | 3.       | 115  |
| 2014 | Lechner Racing Team        | CAT Ni | MON 3  | RBR 5  | SIL 5  | GER 5  | HUN 5  | SPA Ki | MNZ 5 | USA 2  | USA 1 |       | 3.       | 114  |
| 2015 | Lechner Racing Middle East | CAT 1  | MON 5  | RBR 9  | SIL 3  | HUN 7  | SPA Ki | SPA 6  | MNZ 3 | MNZ 3  | USA T | USA 2 | 3.       | 124  |
| 2016 | Lechner MSG Racing Team    | CAT 5  | MON 3  | RBR 9  | SIL 13 | HUN 3  | HOC 6  | SPA 5  | MNZ 2 | USA 4  | USA 5 |       | 4.       | 129  |
| 2017 | Lechner MSG Racing Team    | CAT 1  | CAT 1  | MON 1  | RBR 2  | SIL 2  | HUN 1  | SPA 3  | SPA 2 | MNZ 10 | MEX 2 | MEX 2 | 1.       | 193  |
| 2018 | BWT Lechner Racing         | CAT 1  | MON 2  | RBR 7  | SIL 2  | HOC 3  | HUN 6  | SPA 6  | MNZ 2 | MEX 2  | MEX 3 |       | 1.       | 153  |
| 2019 | BWT Lechner Racing         | CAT 3  | MON 1  | RBR 2  | SIL 6  | HOC Ki | HUN 1  | SPA 8  | MNZ 2 | MEX 1  | MEX 1 |       | 1.       | 150  |
| 2022 | SSR Huber Racing           | IMO 12 | MON 6  | SIL 16 | RBR 14 | LEC 21 | SPA    | ZND    | MNZ   |        |       |       | 16.      | 19   |

### Teljes ADAC GT Masters eredménysorozata
| Év   | Csapat              | Autó              | 1        | 2        | 3       | 4        | 5        | 6        | 7        | 8        | 9       | 10       | 11       | 12        | 13       | 14       | 15       | 16       | Helyezés | Pont |
| ---- | ------------------- | ----------------- | -------- | -------- | ------- | -------- | -------- | -------- | -------- | -------- | ------- | -------- | -------- | --------- | -------- | -------- | -------- | -------- | -------- | ---- |
| 2010 | Team Rosberg        | Audi R8 LMS       | OSC 1 10 | OSC 2 9  | SAC 1 7 | SAC 2 16 | HOC 1 6  | HOC 2 7  | ASS 1 9  | ASS 2 10 | LAU 1 5 | LAU 2 9  | NÜR 1 4  | NÜR 2 8   | OSC 1 3  | OSC 2 4  |          |          | 12.      | 28   |
| 2011 | A-workx Akrapovic   | Porsche 911 GT3 R | OSC 2 11 | OSC 2 Ki | SAC 1 3 | SAC 2 8  | ZOL 1 10 | ZOL 2 27 | NÜR 1 4  | NÜR 2 10 | RBR 1 7 | RBR 2 Ki | LAU 1    | LAU 2 Ki  | ASS 1 16 | ASS 2 21 | HOC 1 Ki | HOC 2 11 | 16.      | 64   |
| 2017 | KÜS TEAM75 Bernhard | Porsche 911 GT3 R | OSC 2 1  | OSC 2 Ki | LAU 1 7 | LAU 2 Ki | RBR 1 7  | RBR 2 9  | ZAN 1 8  | ZAN 2 5  | NÜR 1 2 | NÜR 2 10 | SAC 1 10 | SAC 2 11  | HOC 1 4  | HOC 2 7  |          |          | 8.       | 91   |
| 2020 | SSR Performance     | Porsche 911 GT3 R | LAU1 1 2 | LAU1 2 4 | NÜR 1   | NÜR 2 16 | HOC 1    | HOC 2 18 | SAC 1 6  | SAC 2 6  | RBR 1 5 | RBR 2 4  | LAU2 1 6 | LAU2 2 11 | OSC 1    | OSC 2 4  |          |          | 1.       | 181  |
| 2021 | SSR Performance     | Porsche 911 GT3 R | OSC 1 7  | OSC 2 1  | RBR 1   | RBR 2 6  | ZAN 1 6  | ZAN 2 18 | LAU 1 13 | LAU 2 12 | SAC 1   | SAC 2 10 | HOC 1 3  | HOC 2 8   | NÜR 1 2  | NÜR 2 1  |          |          | 2.       | 195  |

### Teljes DTM eredménylistája
(Táblázat értelmezése)

(Félkövér: pole-pozícióból indult; dőlt: leggyorsabb kört futott) 

| Év   | Csapat          | 1     | 2     | 3     | 4     | 5     | 6     | 7        | 8        | 9     | 10    | 11    | 12    | 13    | 14    | 15    | 16    | Helyezés | Pont |
| ---- | --------------- | ----- | ----- | ----- | ----- | ----- | ----- | -------- | -------- | ----- | ----- | ----- | ----- | ----- | ----- | ----- | ----- | -------- | ---- |
| 2021 | SSR Performance | MNZ 1 | MNZ 2 | LAU 1 | LAU 2 | ZOL 1 | ZOL 2 | NÜR 1 Ki | NÜR 2 Ki | RBR 1 | RBR 2 | ASS 1 | ASS 2 | HOC 1 | HOC 2 | NOR 1 | NOR 2 | HN‡      | 0‡   |

‡ Mivel vendégpilóta volt, ezért nem részesült bajnoki pontokban.